# 賈待問
賈待問（1533年—1602年），字学叔，别号春容，直隸威縣城内人。明朝政治人物。

## 生平
嘉靖三十七年（1558年）戊午科順天府鄉試第十一名舉人。隆慶二年（1568年）中式戊辰科會試第二百五十名，第三甲第九十七名進士。授咸宁知县，五年九月考選礼科给事中，歷吏科右給事中，六年十月升刑科左給事中，十二月巡视京营，又巡视太仓银库，条奏厘弊八款。出爲懷慶府知府，調松江府。万历六年（1578年）八月升任山西右参政，九年正月升山西按察使，五月升湖广右布政使，十一年二月升左布政。万历十二年（1584年）二月任南京光禄寺卿，隨即在八月以都察院右副都御史、巡抚南赣汀韶等處，十五年丁母忧归，十八年十一月以原官巡抚甘肃，十九年九月回籍听调。二十二年十一月起为南京右副都御史、提督操江，二十三年五月加升兵部右侍郎、兼右佥都御史、巡抚陕西，二十七年四月升右都御史，又兼兵部右侍郎，照旧巡抚。二十九年二月升兵部尚书兼右副都御史，照旧巡抚，万历三十年（1602年）九月加太子少保，給應得誥命，十一月因寒疾病故，终年七十岁。朝廷赠太子太保，賜祭葬。

## 家族
曾祖賈昇；祖父賈瑄，曾任歲貢生；父賈民，號莎堤。前母張氏、王氏；母趙氏（1507年-1587年），封太恭人。慈侍下。兄待聘、弟待舉。